# Nuova Cliternia
Nuova Cliternia è una frazione del comune di Campomarino, appartenente alla provincia di Campobasso, in Molise.
Il centro abitato conta 450 abitanti, ma, insieme alle altre contrade del circondario di Nuova Cliternia, ovvero Madonna Grande, Ramitelli, La Torre, Zezza, il numero degli abitanti sale a circa 1200, sparsi nel territorio, con un unico centro abitato di maggiore consistenza, posto a circa 7 km dal capoluogo comunale Campomarino.
La sua popolazione residente include originari del medio e alto Molise, dell'Abruzzo (soprattutto province di Chieti e Teramo) e diversi originari cliternini: la sua storia e le sue origini sono del tutto diverse da quelle albanesi (arbëreshë) di Campomarino.
L'estensione territoriale risulta essere la caratteristica più rilevante di Nuova Cliternia, il quale ha visto nel corso dei secoli notevoli mutazioni, di cui ancora oggi possiamo osservare i resti.

## Geografia fisica
Il territorio si colloca tra i fiumi Biferno a nord e Fortore a sud, poco più a nord del torrente Saccione che segna il confine tra Molise e Puglia: sorge a circa 80 m s.l.m., nella zona altimetrica della collina litoranea, in una zona prevalentemente pianeggiante che favorisce l'agricoltura.
Il clima è di tipo mediterraneo e il territorio è compreso nella zona climatica C. La posizione del centro abitato, poco propensa ad ostacolare i venti ne favorisce la presenza durante tutto l'anno.
Anche l'umidità è presente sempre con un tasso molto elevato; durante il periodo estivo la temperatura è comunque mitigata dalle brezze marine e durante l'inverno vi è un clima temperato.
Il territorio di Nuova Cliternia è inoltre classificato a basso rischio sismico: tuttavia, a seguito del terremoto del 31 ottobre 2002, sono state introdotte numerose norme antisismiche per evitare il riemergere di situazioni già riscontrate in occasione del citato terremoto che ha interessato gran parte del Molise.

## Storia

### Cliternia Frentana
Riguardo alla storia, vi sono diverse interpretazioni: alcuni ritengono che Cliternia fosse una città frentana, molto importante al tempo dell'impero romano, distrutta da un maremoto o da continue guerre; altri ritengono invece che Cliternia fosse certamente compresa nel territorio frentano, ma solo come piccolo insediamento eretto da pellegrini e fuggiaschi di diverse località limitrofe: nel corso del tempo questi insediamenti si fecero sempre più occasionali fino a scomparire del tutto.
Gli storici la indicano come Cliternia Frentana per distinguerla da altre Cliternia, come ad esempio il caso di Cliternia Equicola ubicata dei pressi della Valle del Salto.

### La nascita della "Nuova" Cliternia
Tutte le ipotesi riguardo alla storia di Nuova Cliternia giungono alla conclusione secondo la quale Nuova Cliternia vede la sua nascita all'inizio del Novecento, indipendentemente dalle vicende storiche passate.
L'abitato di Nuova Cliternia si è formato negli anni venti del XX secolo, con le abitazioni erette dal regime fascista. Il nuovo insediamento prese il nome dell'abitato frentano di Cliternium o Cliternia, situata tra il Fortore e il Biferno. L'abitato si è in seguito sviluppato senza alcuna regolamentazione urbanistico-architettonica, soprattutto lungo le preesistenti vie di comunicazione.

## Monumenti e luoghi d'interesse

### Santuario della Madonna Grande

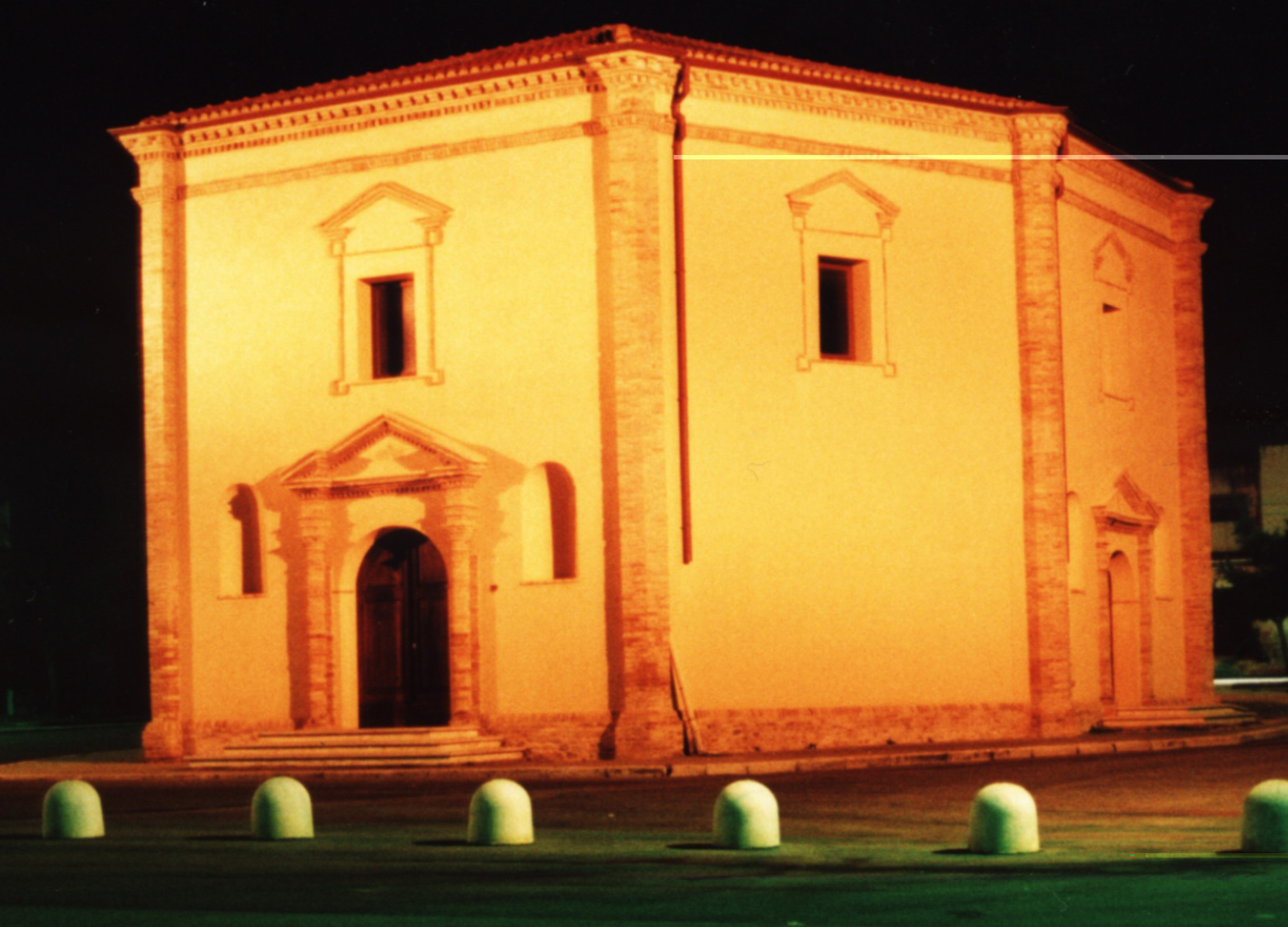
Santuario della Madonna Grande

Nel territorio di Nuova Cliternia sorge il Santuario della Madonna Grande, meta di pellegrinaggi, provenienti dalle cittadine abruzzesi di Fresagrandinaria e Lentella e da quelle molisane di San Martino in Pensilis, Portocannone, Montecilfone, Guglionesi e Campomarino: i pellegrinaggi sono concentrati soprattutto in concomitanza della festa patronale che si festeggia il 15 agosto di ogni anno.
Il dipinto con la raffigurazione della Madonna Grande è oggetto di venerazione già da molti decenni, come riporta nelle sue memorie il mons. Tria (vescovo della Diocesi di Larino dal 1724 al 1741): il quadro è inoltre portato in processione in occasione della festa patronale.

### Cappella della Madonna
Nei pressi del Santuario vi è la cappella della Madonna Grande (o anche cappella campestre), in cui secondo la leggenda è stato trovato il quadro originale della Santissima Madre, venerato dai pellegrini mariani: la cappella campestre è a pochi metri dalla ex S.S. 16 “Adriatica”, la strada statale più lunga della rete italiana, percorsa dai fedeli di Padre Pio che si recavano a San Giovanni Rotondo che dista meno di 100 chilometri da Nuova Cliternia.

## Economia
L'economia del territorio è prevalentemente agricola, e in particolare è molto diffusa la viticoltura fino alla produzione di vino. Sono sorte anche società di servizi, sempre rivolte all'attività principale della viticoltura.
Oltre alla coltivazione della vite, possiamo incontrare importanti colture nel grano e nei cereali in genere, nella coltivazione e nella lavorazione delle olive fino alla macina e alla produzione di olio d'oliva, e negli alberi da frutto: sono infatti presenti diversi frutteti, soprattutto finalizzati alla coltivazione di pesche, albicocche, mele; sta diffondendosi la coltivazione di angurie e meloni, favorite soprattutto dal cambiamento climatico.

## Infrastrutture e trasporti

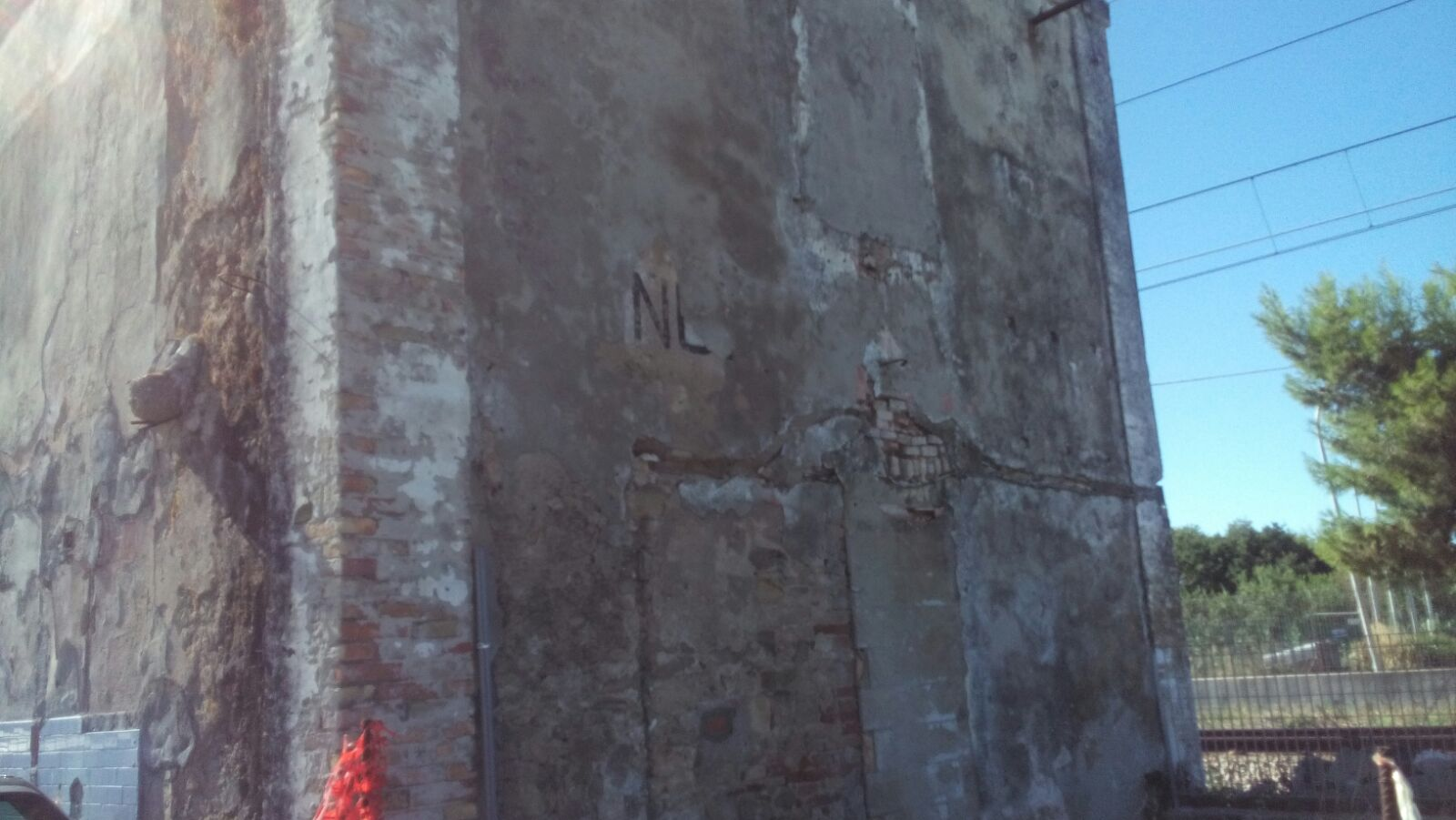
Fermata di Nuova Cliternia, ormai in disuso, sita nell'abitato di Campomarino Lido.

Il territorio è attraversato dalla SP 161 (già SS 16 "Adriatica" - SS 16ter) e dalla SP 129 "San Martino - Nuova Cliternia - Litoranea" che da San Martino in Pensilis conduce al mare (verso la nuova SS16 - E2) incrociandosi al centro di Nuova Cliternia.
Sulla linea ferroviaria Bologna-Lecce, all'altezza del km 450 circa da Bologna C.le, è presente la stazione di Nuova Cliternia. La stessa è oramai in stato di abbandono ed è raggiungibile solo attraverso l'abitato di Campomarino Lido: è tuttavia ancora visibile, seppur con difficoltà l'iscrizione storica di Nuova Cliternia stampata sullo stabile della ormai antica stazione.